# 사차원 전류
특수상대론 및 일반상대론에서 사차원 전류(Four-current)는 전류 밀도를 4차원으로 표시한 유사체를 의미한다. 이를 벡터 전류(vector current)라고도 부르며 3차원 시공간을 벗어난 4차원 시공간에서 기하학적으로 표현하는 데 이용한다. 수학적으로는 사차원 벡터로 표현하며 로런츠 공변량이다.
이와 비슷하게 어떠한 형태로든 "전류 밀도"를 가질 수 있는데 단위 면적당 단위 시간 동안 전하가 흐른 흐름을 말한다. 이를 단순히 전류 밀도라고 표현한다.
이 문서에서는 아인슈타인 표기법을 사용하여 식을 전개한다.

## 정의
계량 부호수를 (+−−−)를 가진 민코프스키 거리공간 {\displaystyle \eta _{\mu \nu }}에서 사차원 전류는 다음과 같이 표기된다.
{\displaystyle J^{\alpha }=\left(c\rho ,j^{1},j^{2},j^{3}\right)=\left(c\rho ,\mathbf {j} \right)}
여기서 c는 빛의 속력이며, ρ는 전하 밀도이고 j는 3차원 전류 밀도를 나타낸다. 합지표 α는 시공간 차원을 의미한다.

### 시공간 안에서 전하의 움직임
위 식은 사차원 속도를 통해 아래 식으로도 표기할 수 있다.
{\displaystyle J^{\alpha }=\rho _{0}U^{\alpha }=\rho _{u}{\sqrt {1-{\frac {u^{2}}{c^{2}}}}}U^{\alpha }}
여기서
- {\displaystyle \rho _{u}}는 속력 u(3차원 속도의 크기)로 전하가 흐르는 것으로 보이는 관성계 관측자 O가 관측한 전하 밀도이다.
- {\displaystyle \rho _{0}}는 정지전하밀도, 즉 관성계의 관측자 O와 비교하여 전하와 함께 속력 u로 진행하고 있는 관측자가 관측한 전하 밀도이다.

정성적으로 보았을 때 전하 밀도의 변화는 로런츠 수축으로 압축된 전하 공간 때문이다.

### 물리학적 해석
정지 상태의 전하는 일정 시간을 두고 관측하면 '그 자리'에 그대로 있는 것으로 보인다. 이 전하가 움직이기 시작하면 시간에 따라 위치가 변화하므로 전하는 속도를 가지게 되고 전하의 움직임은 바로 전류를 구성하게 된다. 이는 전하 밀도는 시간과 관련이 있고 전류 밀도는 공간과 관련이 있다는 의미이다. 사차원 전류는 하나의 식을 통해 전하 밀도와 전류 밀도를 묶어 서술한다.

## 연속 방정식
특수상대론에서 전하량 보존 법칙이란 J의 로런츠 공변량의 발산이 0임을 의미한다.
{\displaystyle {\dfrac {\partial J^{\alpha }}{\partial x^{\alpha }}}={\frac {\partial \rho }{\partial t}}+\nabla \cdot \mathbf {j} =0}
여기서 {\displaystyle \partial /\partial x^{\alpha }}는 사차원 기울기를 의미한다. 이것이 연속 방정식이다.
일반상대론에서는 연속 방정식을 다음과 같이 표현한다.
{\displaystyle J^{\alpha }{}_{;\alpha }=0\,}
여기서 세미콜론 ;은 공변도함수를 의미한다.

## 맥스웰 방정식
맥스웰 방정식에서 사차원 전류는 전자기 퍼텐셜 관점에서 2가지 등식으로 나타난다.
{\displaystyle \Box A^{\alpha }=\mu _{0}J^{\alpha }}
여기서 {\displaystyle \Box }는 달랑베르 연산자이다.
전자기장 텐서를 통해 나타내면 다음과 같다.
{\displaystyle \partial _{\beta }F^{\alpha \beta }=\mu _{0}J^{\alpha }}
여기서 μ0는 자유공간의 투자율을 의미한다.

## 일반상대론
일반상대론에서 사차원 전류는 다음과 같은 전자기 전위의 발산으로 정의된다.
{\displaystyle {\mathcal {D}}^{\mu \nu }\,=\,{\frac {1}{\mu _{0}}}\,g^{\mu \alpha }\,F_{\alpha \beta }\,g^{\beta \nu }\,{\sqrt {-g}}\,}
즉
{\displaystyle J^{\mu }=\partial _{\nu }{\mathcal {D}}^{\mu \nu }}

## 같이 보기
- 사차원 벡터
- 뇌터 정리
- 고전 전자기학에서의 공변성 항
- 리치 미적분